# Bad Urach
Bad Urach település Németországban, azon belül Baden-Württembergben. Lakosainak száma 12 755 fő (2023. december 31.). Bad Urach Hülben, Grabenstetten és Römerstein községekkel határos.

## Népesség
A település népessége az elmúlt években az alábbi módon változott:
| Lakosok száma | 10 470 | 10 823 | 11 028 | 10 986 | 11 370 | 12 536 | 12 710 | 12 567 | 11 862 | 12 755 |
|               | 1961   | 1967   | 1974   | 1980   | 1987   | 1993   | 2000   | 2006   | 2013   | 2023   |